# 東京都道・神奈川県道6号東京大師横浜線

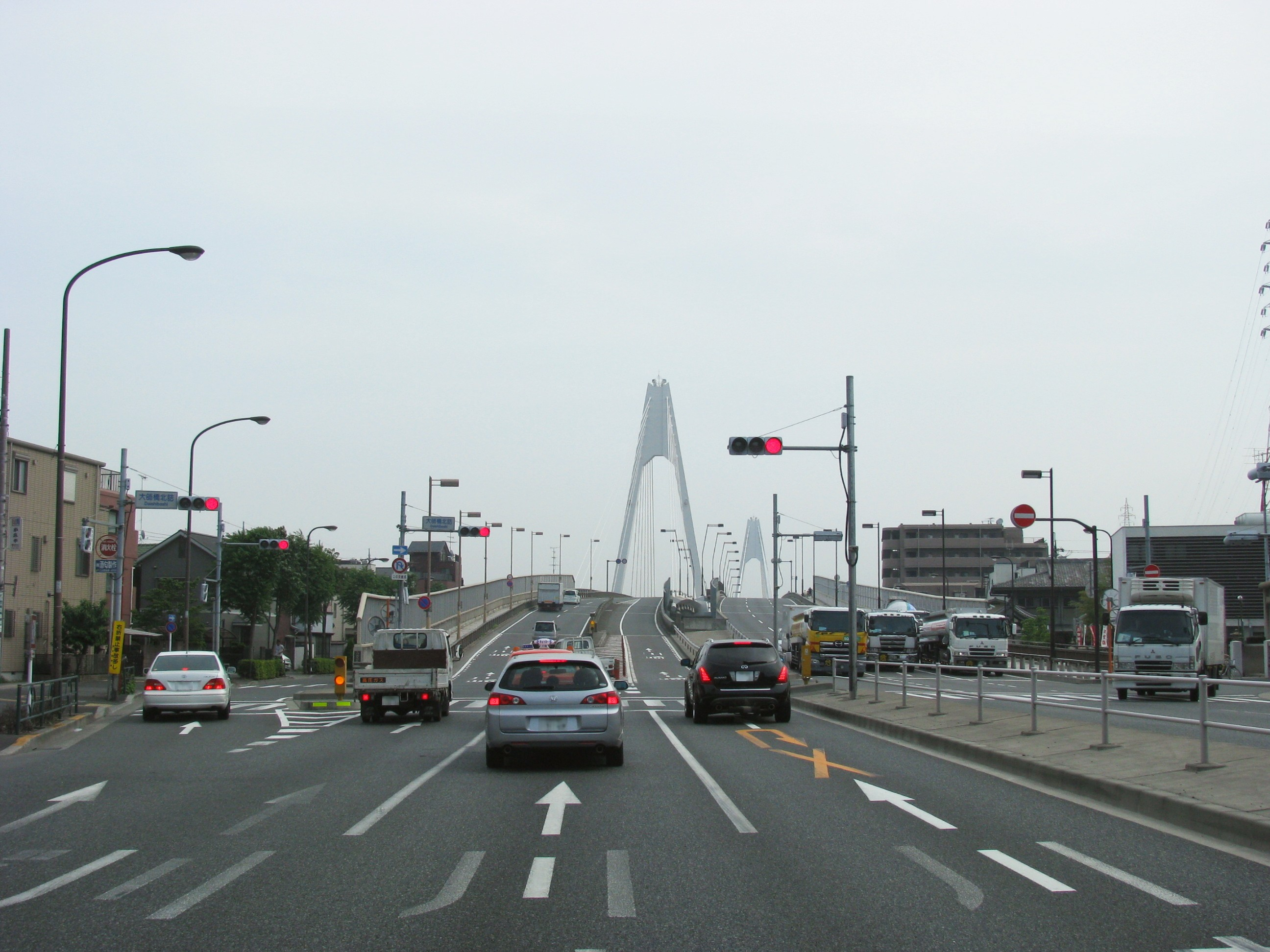
大田区羽田付近（2011年5月21日）

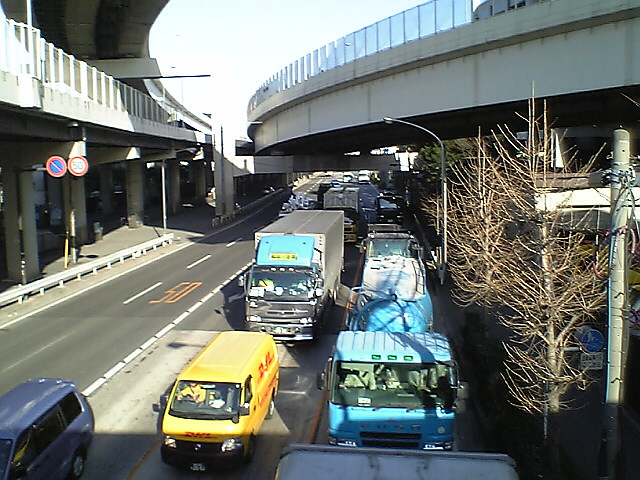
生麦ジャンクション付近（2006年1月）

東京都道・神奈川県道6号東京大師横浜線（とうきょうとどう・かながわけんどう6ごう とうきょうだいしよこはません）は、東京都大田区と横浜市鶴見区を結ぶ主要地方道である。「産業道路」と通称される。

## 概要
- 起点：東京都大田区大森東二丁目（大森警察署前交差点）
- 終点：神奈川県横浜市鶴見区生麦（大黒町入口交差点）
- 主な経由地：神奈川県川崎市川崎区
- 路線延長
  - 東京都区間 763 m（実延長、2013年4月1日現在）[1]
  - 川崎市区間 6,540 m（実延長、2013年4月1日現在）[2]
  - 横浜市区間 3,520 m（実延長、2014年4月1日現在）[3]

## 歴史
1936年（昭和11年）9月25日の『内務省告示第五百十六號』（指定府縣道竝指定地方費道）により、前身である東京府道16號大森大師河原線・神奈川縣道6號田島羽田線・田島鶴見線が指定された。

田島羽田線の大師河原から先には、指定当時路面電車の鶴見臨港鉄道軌道線が走っていた。指定の翌年、不採算や鉄道線との競合を理由に廃止となり、線路用地を使って拡幅整備が行われた。
この頃、京浜国道の交通飽和を緩和するために大森大師河原線と田島羽田線をつなぐ計画が持ち上がり、都県境で大師橋の架橋工事が進められていた。1939年（昭和14年）、ゲルバー式三連トラス構造の大師橋（旧橋）が完成、府道16号線と田島羽田線は一体化された。

戦後、府から都に変わった東京都により都道の番号見直しが行われ、大森大師河原線は都道1号線となった。しかし1953年（昭和28年）、都内側の大森交差点（現大森警察署前交差点）と大鳥居交差点の間が国道131号に昇格。翌1954年（昭和29年）1月20日の『建設省告示第十六号』（主要な都道府県道及び市道）で国道昇格済み区間を含めた大森大師河原線と田島羽田線、田島鶴見線の全部が主要地方道の指定を受け、現在の東京大師横浜線という名前に落ち着いた。

現在の東京都道・神奈川県道6号東京大師横浜線は、1993年（平成5年）5月11日の『建設省告示第千二百七十号』（道路法第五十六条の規定に基づく主要な都道府県道及び市道）により、引き続き主要地方道として指定されている。
1994年（平成6年）、東京都が神奈川県に合わせる形で1号線から6号線に番号の変更があり、現在に至っている。
元々、東京都道6号は主要地方道甲府青梅線（1983年〈昭和58年〉廃止、現・国道411号の一部と山梨県道216号）に使われていた。

## 路線状況
通称で産業道路と呼ばれるように、トラックの往来が多い。また、神奈川県内では、首都高速神奈川1号横羽線が平行している。

### 通称名
- 産業道路

### 都市計画路線名
- 放射17号線（大田区羽田）

### 重複区間
- 国道131号（東京都大田区大森東二丁目 大森警察署前交差点 - 大田区東糀谷 大鳥居交差点）

### 交通データ
2010年（平成22年）度時点での道路交通センサスによる東京大師横浜線の交通量はそれぞれ以下の通りである。
- 東京都内[4]
  - 自動車類大型車（上下合計）：9,032台、自動車類小型車（上下合計）：12,278台、二輪車類：1,337台、自転車類：2,187台、歩行者類：198人（いずれも12h計）。
  - 車道部：14.00 m、歩道部：2.00（上下共）、車線数：4車線（片側2車線）。

（観測地点：大田区羽田2-19-2）

### 道路施設

#### 大師橋
大田区と川崎市川崎区の間を流れる多摩川を越える、東京大師横浜線の橋である。
大師橋は高速大師橋とは別の橋。

### 将来の対策など
- 緊急輸送道路として、東京都内の当道（国道131号重複区間 - 大師橋）は全ての区間で、第一次緊急輸送道路に分類されている[5]。

## 地理

### 通過する自治体
- 東京都
  - 大田区
- 神奈川県
  - 川崎市（川崎区）
  - 横浜市（鶴見区）

### 交差する道路
- 東京都
  - 国道15号第一京浜国道（東京都大田区 大森警察署前交差点）
  - 国道131号・東京都道311号環状八号線（大田区 大鳥居交差点）
- 神奈川県
  - 国道409号（神奈川県川崎市川崎区 大師河原交差点）
  - 国道132号（川崎市川崎区 塩浜交差点）
  - 神奈川県道101号扇町川崎停車場線（川崎市川崎区 浜町交差点）
  - 国道15号第一京浜道路（横浜市鶴見区 大黒町入口交差点）